# Großer Naryn
Der Große Naryn (kirgisisch Чоң-Нарын, Tschong-Naryn; russisch Большой Нарын, Bolschoi Naryn) ist der linke Quellfluss des Naryn in Kirgisistan (Zentralasien).
Der Große Naryn entspringt im Ak-Schyirak-Gebirge im Zentral-Tianshan. Er fließt in überwiegend westlicher Richtung. Schließlich trifft er auf den von Norden kommenden Kleinen Naryn und vereinigt sich mit diesem zum Naryn.
Der Große Naryn hat eine Länge von 132 km. Er entwässert ein Areal von 5710 km². Der mittlere Abfluss liegt bei 47,2 m³/s.